# Martin Galliker
Martin Galliker (* 24. Dezember 1973) ist ein ehemaliger Schweizer Bobsportler.
Er begann 2000 mit dem Bobsport und kam 2005 in den Schweizer Nationalkader. Bei den Olympischen Spielen 2006 war er Ersatzpilot, kam aber nicht zum Einsatz. Bei der Bob-Weltmeisterschaft 2007 erreichte er den achten Platz. Seinen grössten Erfolg schaffte er bei der Bob-Europameisterschaft 2008. Zusammen mit den Anschiebern Jürg Egger, Olexander Streltsov und Patrick Blöchliger gewann er die Silbermedaille im Vierer. Im August 2008 wurde er bei einer Dopingkontrolle positiv auf Testosteron getestet und für zwei Jahre gesperrt. Nach seiner Sperre startete er ab 2011 wieder im Europa- und Weltcup, bis er im März 2013 seinen Rücktritt erklärte.